# 小行星2226
小行星2226（2226 Cunitza）是一颗绕太阳运转的小行星，为主小行星带小行星。该小行星于1936年8月26日发现。
該小行星以發現者阿爾弗雷德·博爾曼的姻親莉蒂亞·庫尼茲（Lydia Cunitz）命名。

## 轨道参数
小行星2226的轨道半长轴为2.8671563 UA，离心率为0.084。